# 33
33 (XXXIII) fue un año común comenzado en jueves del calendario juliano, en vigor en aquella fecha. En el Imperio romano, era conocido como el Año del consulado de Galba y Sila (o menos frecuentemente, año 786 Ab urbe condita). La denominación 33 para este año ha sido usado desde principios del período medieval, cuando la era A. D. se convirtió en el método prevalente en Europa para nombrar a los años.

## Acontecimientos
- Servio Sulpicio Galba es cónsul romano.[1]
- El Emperador Tiberio funda un banco de crédito en Roma.[2]
- Un gran terremoto sacude el reino de Bitinia, se cree que los fallecidos fueron más de 30.000.[3]
- Según los escritos bíblicos, el día de la crucifixión, el día se hizo noche, esto probablemente por un eclipse solar.

## Nacimientos
- Cayo Rubelio Plauto, hijo de Cayo Rubelio Blando y Julia.
- Boudica.

## Fallecimientos

### Abril
- 3 de abril: Según la tradición cristiana, la crucifixión de Jesús (también se ha señalado como una fecha más probable el 7 de abril del año 30).[4][5][6] (Véase también Cronología de Jesús).

### Fechas desconocidas
- Según la tradición de la Iglesia católica, el apóstol Simón Pedro se convierte en su primer papa.